# Aphrodite (álbum)
Aphrodite — /àffrə dáɪtɪ/; en español: Afrodita — es el undécimo álbum de estudio de la cantante australiana Kylie Minogue. Fue publicado el 30 de junio de 2010 por Parlophone. El álbum tiene una temática musical muy diferente a X (2007). Incluye influencias de la corriente new wave y los ochenta. Al principio, Minogue no tenía una idea clara sobre la estructura del álbum, llegando a sufrir noches de insomnio para su desarrollo. Más tarde, Stuart Price, Calvin Harris, Jake Shears, Nerina Pallot, Pascal Gabriel, Lucas Secon, Tim Rice-Oxley y Kish Mauve se unieron al álbum para entregar su música al eje del trabajo. Price se involucró en la producción del álbum antes de su sesión de composición con Minogue en Nueva York a finales de 2009, y se encargó en la elección de canciones apropiadas para el material.
El álbum contiene canciones que siguen un ritmo electrónico, dance-pop, animado y rápido. La diosa griega Afrodita fue el tema principal para las canciones, debido a que Minogue la utiliza como un factor para resaltar su estilo sensual y dance. Las canciones se han secuenciado y están ligeramente unidas, algo que ocurre entre algunas canciones. La letra de las canciones hablan principalmente sobre el amor contemporáneo a través de pasajes reales, fantásticos y futuristas. En este álbum, Minogue vuelve a tomar un estilo pop, con subgéneros de dance-pop y synthpop, un estilo musical que prevaleció desde Light Years (2000) y Fever (2001). Minogue aporta una voz más delicada y sensual en las canciones de álbum. La pista seis, «Aphrodite», es la canción del álbum que da nombre a todo el proyecto. Muchos recibieron a la canción como algo nuevo por su potente ritmo pop con influencias rock, comparándola con «Rhythm Nation» de Janet Jackson. La carátula de álbum muestra a Kylie representando a la diosa griega en una indumentaria moderna dentro de un entorno minimalista con colores predominantes, adornado por rocas calizas y aguas resplandecientes y reflexibles.
Los críticos de la música entregaron reseñas muy favorables al álbum, llamándolo una mezcla musical Light Years y Fever, tocado en un escenario de DJ en Ibiza. Rob Sheffield de Rolling Stone sintió que «Aphrodite es su mejor producción desde su subestimada Impossible Princess de 1997». Según ellos, las canciones contiene ritmos y sonidos influenciados por la música de New Order, Muse, Keane y ABBA.] El álbum debutó en el número uno en las listas británicas, en la misma semana que su primer álbum Kylie lo hizo en 1988. Es su quinto álbum en alcanzar el número uno en las listas británicas. Minogue es la única cantante femenina en la historia de Reino Unido en tener álbumes número uno en cuatro décadas consecutivas (80s, 90s, 00s y 10s). Minogue ganó en los premios Virgin Media Music como «Mejor Álbum» y «Mejor Sencillo», este último por «All The Lovers». Ella también fue nominada en los premios BRITs 2011 como «Mejor Artista Femenina Internacional». La gira internacional para el álbum, conocido como Aphrodite World Tour, comenzó el 19 de febrero de 2011, Herning, Dinamarca, y finalizó el 14 de julio de 2011 en Ciudad del Cabo, Sudáfrica. Dicho espectáculo se coronó como uno de los mejores del año.
Cuatro sencillos fueron lanzados del álbum. «All the Lovers», el primero de ellos, se convirtió en el sencillo más exitoso de Aphrodite, manteniéndose en el puesto uno dentro de la lista estadounidense Hot Dance Club Song hasta finales de 2010, y recibió tres certificaciones de Australia, Italia y Reino Unido. Este fue sucedido por «Get Outta My Way», haciéndose el sencillo menos exitoso de Minogue en su país natal, Australia. El tercer sencillo, «Better Than Today», debutó en el número setenta y siete en las listas británicas de sencillos, y por último «Put Your Hands Up (If You Feel Love)» fue publicado como cuarto y último sencillo del álbum el 31 de mayo de 2011.

## Desarrollo
La cantante mantuvo informada a la prensa y a los fanáticos sobre las grabaciones de sus canciones a través de su Twitter. Prontamente, a finales de 2009, ocho canciones producidas por Stuart Price fueron grabadas y mostradas a EMI, donde la discográfica quedó sorprendida. Una de las causas para que Minogue tenga muy adelantado la producción de su undécimo álbum, es que se dedicó en ella durante las fiestas navideñas de 2009. Un buen número de colaboradores integran la producción del disco: Biffco, Nerina Pallot y Andy Chatterley, Xenomania, Calvin Harris, Jake Shears y Babydaddy de Scissor Sisters, Joe Echo, Greg Kurstin, RedOne, Stuart Price, Deadmau5, Evan Bogart, Fraser T. Smith, Tim Rice-Oxley de Keane, Girls Aloud, Diane Warren, Taio Cruz, Fernando Garibay, Cutfather, Lucas Secon, Damon Sharpe, Starsmith y la banda electrónica Nervo. En agosto de 2009, la banda hip hop N-Dubz fue mencionada como otro colaborador, sin embargo ellos negaron esa participación.
Uno de los productores musicales que sorprendieron a la prensa fue RedOne, compositor principal de las canciones de Lady Gaga en The Fame y The Fame Monster.
En el anuncio de Aphrodite del 20 de abril, Stuart Price fue confirmado como el productor principal, mientras que los compositores son Minogue, Calvin Harris, Jake Shears, Nerina Pallot, Tim Rice-Oxley de Keane y Kish Mauve. Juntos a ellos, una amplia de productores también aportaron en la composición de Aphrodite: Peter Wallevik, Daniel Davidsen, Lucas Secon, Damon Sharpe, Starsmith, Fraser T. Smith, Andy Chatterley, Sebastian Ingrosso, Magnus Lidehall, Pascal Gabriel, Borge Fjordheim, Xenomania. Ninguna canción producida por RedOne apareció en el resultado final del álbum.
Minogue dijo, durante el lanzamiento del álbum en Ibiza, que ella sufrió «noches de insomnio» mientras hacía su nuevo álbum. «Yo estaba un poco perdida en el comienzo y no estaba segura que estaba tratando de hacer en el álbum, pero luego subió a bordo Stuart y los otros escritores y los productores, donde tuvieron la amabilidad de entregar su obra al eje central de su estudio, [...] Yo estaba tan nerviosa que no podía llevar a cabo el proyecto. Tuve noches sin dormir y estaba realmente estresada, pero había tanta buena energía de todos los implicados que pensé que podríamos hacer un excelente trabajo».
En la entrevista de la edición experience de Aphrodite, se muestra clips y fotos en blanco y negro de los pasajes en la producción de álbum: Minogue cantando sobre una silla, con el micrófono en mano, mientras Stuart Price supervisa el proceso de la música y, además, Price revisando la letra de una canción; Jake Shears, integrante de Scissor Sisters, con la cantante, y Minogue cantando en un estudio de grabación;

## Lanzamiento

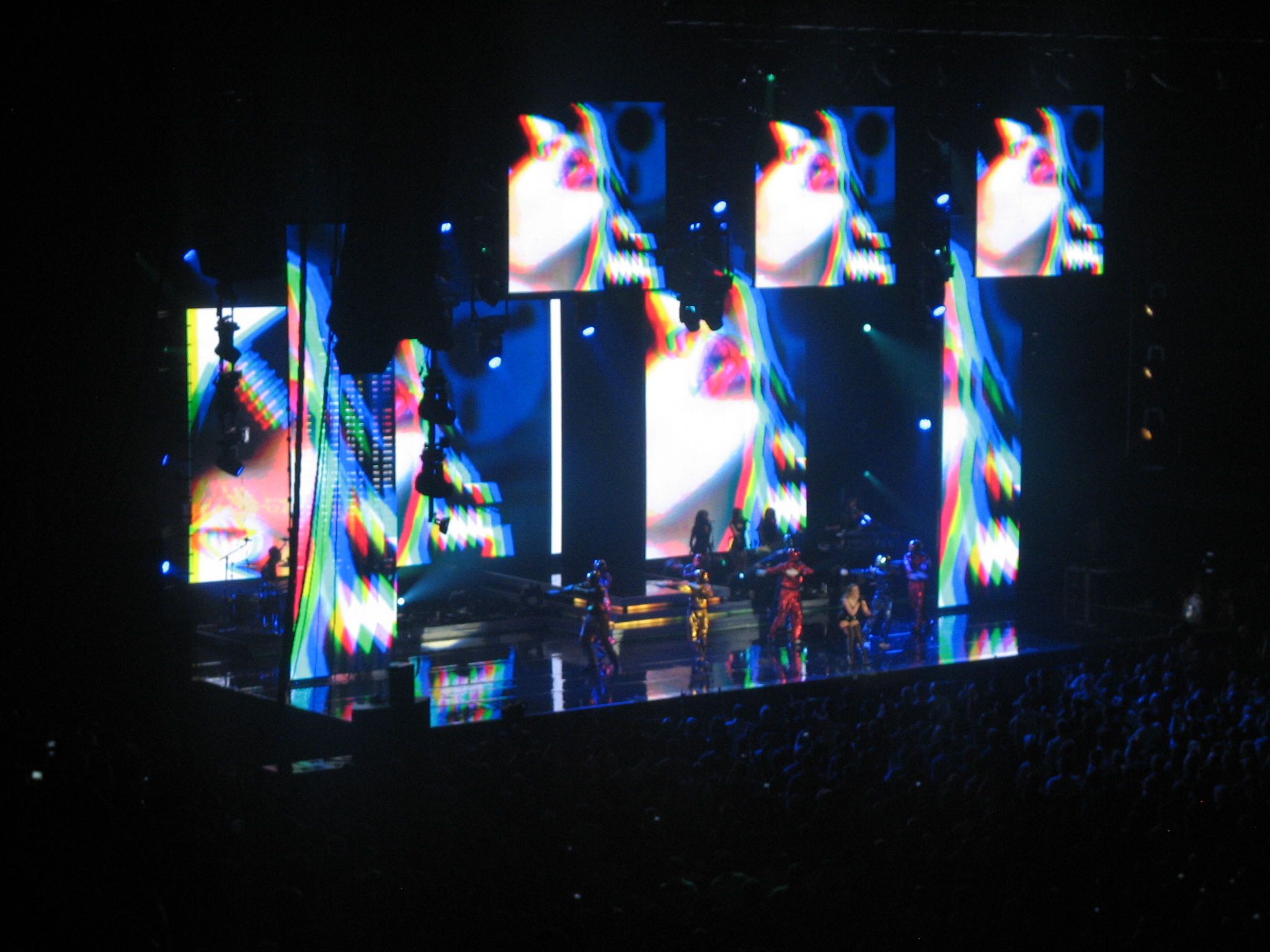
La gira For You, for Me ayudó a Minogue a promocionarse con más fuerza en la industria musical de Estados Unidos y Canadá. Debido a esto, Aphrodite logró estar en mejores posiciones en listas y acumular más seguidores norteamericanos.

El título Aphrodite es el nombre oficial del álbum, anunciado el 20 de abril de 2010 en un anuncio a través de YouTube. Junto a este, se mencionó el lanzamiento, realizado el 5 de julio de 2010, y del sencillo, el 28 de junio de 2010. La carátula se mostró en el anuncio y un fragmento de «All the Lovers», el primer sencillo. Kylie describió al primer sencillo: «Fue una de los últimos canciones que se escribieron en este álbum. Además según lo estaba grabando tenía muy claro que "All The Lovers" tenía que ser el primer sencillo; resume perfectamente la euforia del álbum. Me pone la piel de gallina, así que estoy realmente emocionada y expectante por escuchar lo que opina la gente de él». Stuart Price, que se ha encargado de mezclar la canción y actuó como productor ejecutivo del álbum, declaró: «"All The Lovers" es una canción mágica y resume todo lo que es el álbum: Kylie haciendo música dance-pop como mejor sabe hacerlo. Cuando tratas de imaginarte todo lo que es Kylie, puedes encontrarlo en este disco».

## Promoción
Minogue presentó en vivo el primer sencillo del álbum, «All the Lovers», por primera vez, en los Wind Music Awards en Verona, Italia, el 29 de mayo de 2010. Durante la presentación, muestra una coreografía similar al del video musical del sencillo. El 4 de junio de 2010, Minogue apareció en The Today Show para presentar el vídeo musical de «All the Lovers» en los Estados Unidos.
Ese mismo día, 4 de junio, Minogue presentó un megamix como adelanto Aphrodite en el club gay Splash en Nueva York. Durante la presentación, se escuchó sus grandes éxitos y seis canciones de Aphrodite mezclada en un megamix realizado por Paul Harris: «Get Outta My Way», «Cupid Boy», «Can't Beat The Feeling», «Too Much», «Put Your Hands Up» y «Aphrodite». El megamix fue lanzado el 9 de junio de 2010, bajo el título «Aphrodite (Mini-Mix)» en Yahoo! para ser descargada gratis.
Minogue interpretó «All the Lovers» y «Love at First Sight» en el programa británico Friday Night con Jonathan Ross, en un episodio que salió al aire el 25 de junio de 2010. La fiesta de lanzamiento del Aphrodite se celebró en el club Pacha en Ibiza, España el 5 de julio de 2010. En su decisión de lanzar el disco en Ibiza, le dijo: «Aquí es donde escribimos 'Wow'. Es el hogar espiritual de la música dance.»
El 18 de julio de 2010, Minogue apareció en Alan Carr: Chatty Man, donde dio una entrevista, interpretó «All the Lovers» y el segundo sencillo del álbum llamado «Get Outta My Way». Mientras promocionaba su álbum en su país natal Australia, Minogue apareció en A Current Affair y Hey Hey It's Saturday, su primera aparición televisiva de Australia en más de una década. También fue entrevistada en The 7PM Project y presenta «All the Lovers» en la edición australiana Bailando con las estrellas.
El 25 de agosto de 2010, interpretó el segundo sencillo «Get Outta My Way» en America's Got Talent. El 12 de septiembre de 2010, ella apareció y cantó «All the Lovers» y «Get Outta My Way» en el concurso de belleza anual Miss Italia. El 24 de septiembre, cantó «Get Outta My Way» en Paul O'Grady Live, donde la cantante fue sorprendida por Jake Shears, vestido con el traje blanco de "Can't Get You Out Of My Head.
El 22 de octubre de 2010, ella se presentó en un concierto en Egipto delante de la Gran Esfinge y la Necrópolis de Guiza. El siguiente día, cantó en el "EXA Concert" en el Palacio de Deportes de Ciudad de México y, el 24 de octubre, en el espectáculo Décadas para promocionar el álbum. Minogue viajó a los Estados Unidos para promocionar, apareciendo en algunos programas de televisión como Dancing with the Stars y The Tonight Show.
El 7 de noviembre de 2010, Minogue interpretó «Better than Today» en vivo en el programa televisivo Factor X.

## Música y letra
Parlophone describió al álbum como "[Minogue celebrando] sus raíces en la pista de baile". «Aphrodite» es la canción principal de Aphrodite, quedando claro como una de las canciones confirmadas del álbum. Según Price, le encanta su estilo «Rhythm Nation», infiriendo que la canción tenga posibles influencias R&B, new jack swing y funk. Price declara que Aphrodite se sitúa en un ambiente nuevo, y alejado del estilo de X. En una técnica The Old Grey Whistle Test, Price y Minogue sabían que una canción debe funcionar perfectamente si se canta al estilo de Dolly Parton. Aparentemente, Minogue hace una versión Dolly Parton especialmente buena de «All the Lovers». Las voces de las pistas que ya habían sido registrados fueron regrabadas en el estudio de Stuart y en vez de cantar en un stand de vocales, Minogue cantaba frente a Stuart. La idea era dar a Afrodita un sentido de diversión, espontaneidad y cohesión, que no estaba allí con X. Además, Price confirmó que el álbum no contiene ninguna balada, añadiendo «no, en el buen sentido» y comentando que Minogue no es realmente reconocida por sus baladas. Algunas baladas se registraron durante la «sesiones de Aphrodite», pero simplemente no estaban del todo bien para este álbum y también pueden aparecer en el futuro cuando hay un lugar para ellos. Aphrodite fue presentado como un mix continuo, (un tipo de álbum de estudio que tiene canciones independientes, pero están conectadas sin notarse la pausa entre ellas). De acuerdo con la idea de «esto es un álbum de estudio, no una selección de canciones», Price buscó una manera de juntar las canciones. Debido a eso, usó el mismo método de mix continuo realizado en el álbum de estudio 2005 Confessions on a Dance Floor de Madonna, cuando era coproductor. Su papel en el desarrollo del álbum fue el de establecer un nivel de control de calidad sobre el proyecto mediante la selección de las canciones más sólidas.
El 21 de mayo de 2010, The Sun describió al álbum como un disco del siglo XXI de ABBA. Sean Hamilton, encargado de la entrevista en The Sun, describe: «Minogue gastó una fortuna en el lanzamiento especial de su álbum. [...] El mensaje de Minogue es soltar tu cabello y que la pases bien. [...] El álbum tiene muchas voces suavizadas y palpitantes, líneas de graves y que se asemeja a un gran escenario de DJ en Ibiza.» Además, Samilton recalca: «Al menos cuatro de las canciones: "Put Your Hands Up", "Aphrodite", "Looking For An Angel" y "Cupid Boy" suenan como potenciales e impactantes éxitos. [...] Los fans tendrán que esperar hasta el próximo año para que Kylie vuelva a salir de gira con su nuevo material.»
Minogue habló en una entrevista con el sitio web de música Popjustice de Reino Unido acerca de la inspiración para empezar a grabar el disco: [...] «Um, creo que la inspiración para volver y comenzar de nuevo toda esta montaña rusa fue debido a los espectáculos realizados en América del Norte. Fue hecho con el corazón y me sentí muy recompensada con la sensación y la respuesta de hacerlo. Eso sólo me dio ese recordatorio de lo increíble que puede ser. Eso ayudó a que vuelva a ponerme en acción. [...] Este álbum es muchísimo más que estar en el momento de mi vida.» Cuando se le preguntó si Aphrodite fuera su último álbum, dijo que sería un álbum con una buena despedida. Minogue respondió: «Yo creo que sí. Creo que es alegre. Es como el jugo de todas las mejores partes de mi carrera musical. Y tiene el suficiente número de momentos Kylie que hablaron. Es reflexivo en algunas partes y creo que es suficiente de modo que no te cae repentinamente en la cabeza. Cuando Stuart y yo estábamos compilando la lista de canciones hemos decidido que tenemos un montón de petardos y fue entonces cuando decidimos que necesitábamos canciones como "Closer" para bajarla un poco.»
Para la producción de Aphrodite, se grabó una desconocida cantidad de canciones, donde únicamente se agruparon quince canciones (incluyendo las pistas adicionales como «Heartstrings», «Mighty Rivers» y «Go Hard or Go Home»). Todas se caracterizan por su progresiva secuencia que va in crescendo, con memorables melodías y pegadizos estribillos, que conduce a la discoteca a un cargado outro. En todas las músicas, Minogue añade una voz sensual y fresca.

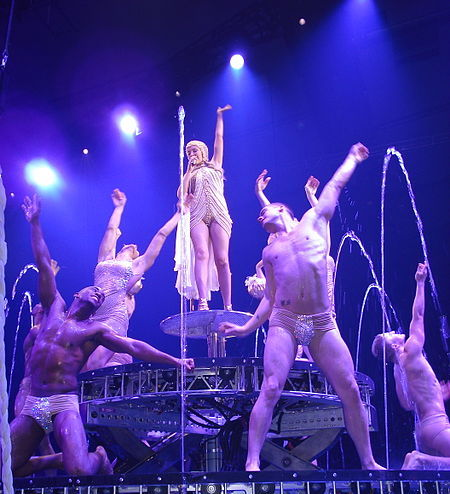
Minogue interpretando «All the Lovers» en el acto final del concierto.

La última canción grabada en las sesiones del álbum fue «All the Lovers», compuesta por los integrantes de Kish Mauve. Una composición electropop y synthpop similar a su precursora «I Believe in You». Lucas Secon, junto a otros colaboradores como Mich Hansen, Damon Sharpe, Peter Wallevik, Daniel Davidsen compusieron «Get Outta My Way», una canción dance-pop, con apertura de un rápido piano, seguido de unos palpitantes versos con rítmico electropop y un cargado estribillo. El mezclador londoniense Finlay Dow-Smith, Miriam Nervo, Olivia Nervo compusieron «Put Your Hands Up (If You Feel Love)», una canción dance-pop, con un ritmo alegre y electrónico comparable con «Get Outta My Way». Price y Beatrice Hatherley (de Zoot Woman) compusieron «Closer», una canción de rock progresivo orquestal, un estilo nuevo para Minogue, con una apertura electrónica acompañada por rápidos ritmos pianísticos y sintetizadores espaciales que recuerdan a la banda sonora del popular videojuego Castlevania. Attitude Magazine describió la canción como un toque Daft Punk mezclado con el universo experimental de Impossible Princess. «Closer» es una de las canciones sutiles del álbum. Fraser T. Smith y Tim Rice-Oxley (de la banda inglesa Keane) escribieron «Everything Is Beautiful», una canción que se aproxima mucho al género balada, aunque Price declaró con anticipación que el álbum no contendría ninguna balada. 
Los esposos Nerina Pallot y Andy Chatterley escribieron «Aphrodite» y «Better than Today», la última presentada por primera vez e incluido en el repertorio principal de la gira norteamericana For You, for Me. «Aphrodite» es una de las canciones principales y, además de dar el nombre principal al álbum. La canción tiene una apertura al estilo world music, que recuerda vagamente a los tambores de «Played-A-Live (The Bongo Song)» de Safri Duo, una guitarra eléctrica y estentóreos y roqueros puentes musicales, y muestra la voz de Minogue con un carácter muy vivaz y enfático durante los estribillos. Kylie Minogue y Price escribieron «Illusion» y «Looking for an Angel», canciones caracterizadas por su musicalidad orquestal, usando algunos instrumentos de cuerda como violín y piano. «Illusion» contiene susurros ecoicos y un piano sintetizado muy definido. «Looking for an Angel» incluye un coro armonioso de sopranos y ciertos elementos musicales de «All the Lovers», retornando al estilo de Erasure. 
«Too Much», una canción electropop al estilo de los 90s, fue escrita por Minogue, Calvin Harris y Jake Shears (cantante principal de Scissor Sisters). Según Attitude Magazine, Shears considera la canción como «la peor del álbum». «Cupid Boy» fue escrita por Sebastian Ingrosso, Magnus Lidehall, Nick Clow, Luciana Caporaso. Es una canción comparada con "Boombox" y sus intervalos de guitarras parecidos a «About You Now» de Sugababes. Además la canción se construye alrededor de un ambiente retro, con líneas palpitantes y un estilo New Order. «Can't Beat the Feeling» fue escrita Hannah Robinson, Pascal Gabriel, Borge Fjordheim, Matt Prime y Richard Philips. La canción es un alegre ritmo electropop con sonidos synthpop y pianísticos y la voz de Minogue distorsionándose hasta hacerse grave y viajar por la canción en reiterados bucles, diciendo «We've got an energy» (Tenemos una energía).

## Trabajo de carátula y diseño
Tony Hung se encargó en el diseño de la carátula y las fotos internas, y William Baker en la fotografía. 
Minogue aparece con un moderno quitón azul, con implementos metálicos en el pecho. Los implementos se sostienen por una cascada de hilos, entre el implemento en W y el implemento superior, cerca del cuello. Un distintivo metálico cuelga desde el vientre y se pierde en revoltijo del vestido. El cabello muestra toda su largura, después que la cantante tuvo que pasar el proceso de recuperación cuando fue afectada por el cáncer de mama y su cabello tenía que ser, muy posiblemente, rapado por asuntos médicos. 
El largo del vestido se alza, impulsado por brisas y dejando casi una simetría en los lados de la imagen. Minogue está delante de un umbral blanco, seguro hecho de mármol o cal, y ella levanta las manos hacia arriba, haciendo un gesto de grandeza. Dos rocas de apariencia caliza (una por esquina) en las esquinas inferiores adornan la portada. El cielo tiene un aspecto llano y sin nubes, y cae en un degrade, simulando un amanecer. Los más de 32 fotos de Aphrodite tiene colores predominantes como el azul, blanco y blanco y negro. El minimalismo es un factor visual ponderado en el ambiente fotográfico. Los objetos: oblongas rocas de un básico blanco, piedras calizas azabaches, «agua» de brillo llano y espejado, reflejos cruzados y una gran estructura circular, son los elementos principales. Los planos más usados son el americano, el medio corto, entero y un primer plano.
Distinto al carátula artificial de X, la fotografía en Aphrodite es más natural y en algo, se mantiene ese ambiente minimalista. A partir de Fever, las carátulas de Minogue se mantuvieron en esta detalle elegante, iluminaciones homogéneas y geometrías notables. La carátula podría compararse con la de Light Years, debido a su aspecto poco retocado y natural.
|                                                                      |
| La diosa griega Afrodita fue el concepto principal para la carátula. |

| |
| El santuario de Agios Theodori en el archipiélago de Santorini fue objeto inspiración, justamente para el umbral blanco. |

| |
| Otro elemento importante es el agua, origen de Afrodita. En el trabajo es representado, simplemente, como un espejo azulino y muy diáfano. |

## Gira
Está programado una gira internacional para el álbum llamado Aphrodite World Tour, y está programada para que inicie el 19 de febrero de 2011, en Herning, Dinamarca. Las fechas para su presentación ya fueron publicadas, e incluye países como Europa, Asia y Norteamérica. En las diferentes mangas, la gira tiene un nombre diferente, debido principalmente por los efectos de escenarios que incluirá. Aphrodite: Les Folies Tour 2011, la manga europea, tendrá una «zona splash» llena de espectáculos de agua y otros accesorios especiales, administrada por WET Design. El director musical es Steve Anderson, y el coreógrado es Tony Testa, que trabajó anteriormente en el video de «Get Outta My Way».

## Sencillos

### Sencillos principales
«All the Lovers»
Es el primer sencillo, escrito por Kish Mauve (previamente compositora del primer sencillo «2 Hearts» de X) y mezclado por Stuart Price. Treinta segundos de la canción fueron publicados en el anuncio oficial de Aphrodite. Su lanzamiento fue el 28 de junio de 2010, una semana antes de la publicación del álbum de estudio. La canción fue estrenada especialmente el 14 de mayo de 2010 en la BBC Radio 1 del Reino Unido. Joseph Kahn se encargó de la dirección del video musical del sencillo. El lanzamiento del sencillo se adelantó. Su lanzamiento en descarga digital se realizó el 13 de junio con un lanzamiento en físico y digital el 28 de junio de 2010. Durante una entrevista con CNN, Minogue habló sobre la decisión detrás de «All the Lovers» como primer sencillo: «Mi compañía de discos y yo, nuestra gestión y amigos, hemos debatido y deliberado por un tiempo más para decidir cuál sería el primer sencillo. Hay otras canciones en el álbum que son sencillos inmediatos, pero decidimos que era más importante que venir con un canción declaratoria. Y creo que "All the Lovers" se pone en la piel. Me encanta el sentimiento, y fija un tono para el álbum.» El sencillo recibió críticas positivas por parte de los críticos contemporáneos y estuvo en el puesto 3 en la lista de sencillos Top Ten en el Reino Unido. También ha enarbolado en el top 10 y top 20 de las listas musicales en Europa, Australia, Asia y los EE. UU. en la lista Hot Dance Club Songs.
«Get Outta My Way»
Es el segundo sencillo del álbum, y confirmado como sencillo por Lucas Secon, en varias entrevistas por HitQuarters y Music Week. La canción fue originalmente escrita por Lucas Secon, Cutfather y Damon Sharpe. En la entrevista, Secon describe a la canción como «un ritmo electro-disco sensual con líricas inteligentes y algunas melodías realmente pegadizas». Dijo que la canción no fue escrita para algún artista en particular y en un momento cuatro artistas diferentes quería tenerlo como su primer sencillo, antes de que fuera reclamada por Kylie. La canción será lanzada como segundo sencillo para septiembre de 2010. La canción fue totalmente confirmada como segundo sencillo durante el estreno del álbum en Ibiza, el 5 de julio de 2010. La publicación del sencillo se realizó el 27 de septiembre de 2010. El 26 de agosto de 2010, un teaser de treinta segundos de «Get Outta My Way» fue publicado en la cuenta YouTube de Parlophone. El video musical fue estrenado el 3 de septiembre de 2010; fue dirigido por AlexandLiane e incluye a Minogue interactuando con las proyecciones en vivo de Freider Weiss.
«Better than Today»
Es el tercer sencillo del álbum. Fue presentada en la gira For You For Me. Antes de la presentación de la canción, Minogue dijo que la canción estará incluida en Aphrodite. Después que culminará la gira musical, especulaciones afirmaban que la canción saldría en algún formato en vivo. Sin embargo, Kylie Live in New York no la incluyó. «Better than Today» es más bien un cover cantado por Minogue, porque la canción originalmente fue publicada en el EP Buckminster Fuller de Nerina Pallot en 2009. El 25 de octubre de 2010, la canción fue anunciada por Parlophone como tercer sencillo de Aphrodite. El vídeo fue presentado el 19 de noviembre, y fue dirigido por Minogue y William Baker. «Better Than Today» recibió reseñas generalmente positivas, muchos elogiando su estilo country y dance, con Entertainment Weekly llamándolo una canción notablble del álbum. La canción debutó en el número sesenta y siete en los gráficos británicos basado en solo descargas digitales. En los Estados Unidos, la canción alcanzó el número uno en los Billboard Hot Dance Club Songs chart. Después del poco éxito de sus últimas dos canciones, Minogue declaró que ella se siente «decepcionada» por su discográfica, y por consecuente, podría no publicar más sencillos del álbum.
«Put Your Hands Up (If You Feel Love)»
Aunque fue anunciado por la misma Minogue que «Better than Today» sería el último sencillo del álbum, se reveló que «Put Your Hands Up (If You Feel Love)» sería publicado digitalmente, en la forma de un paquete de remixes, y servirá como el cuarto sencillo de Aphrodite.

### Estadísticas de ventas

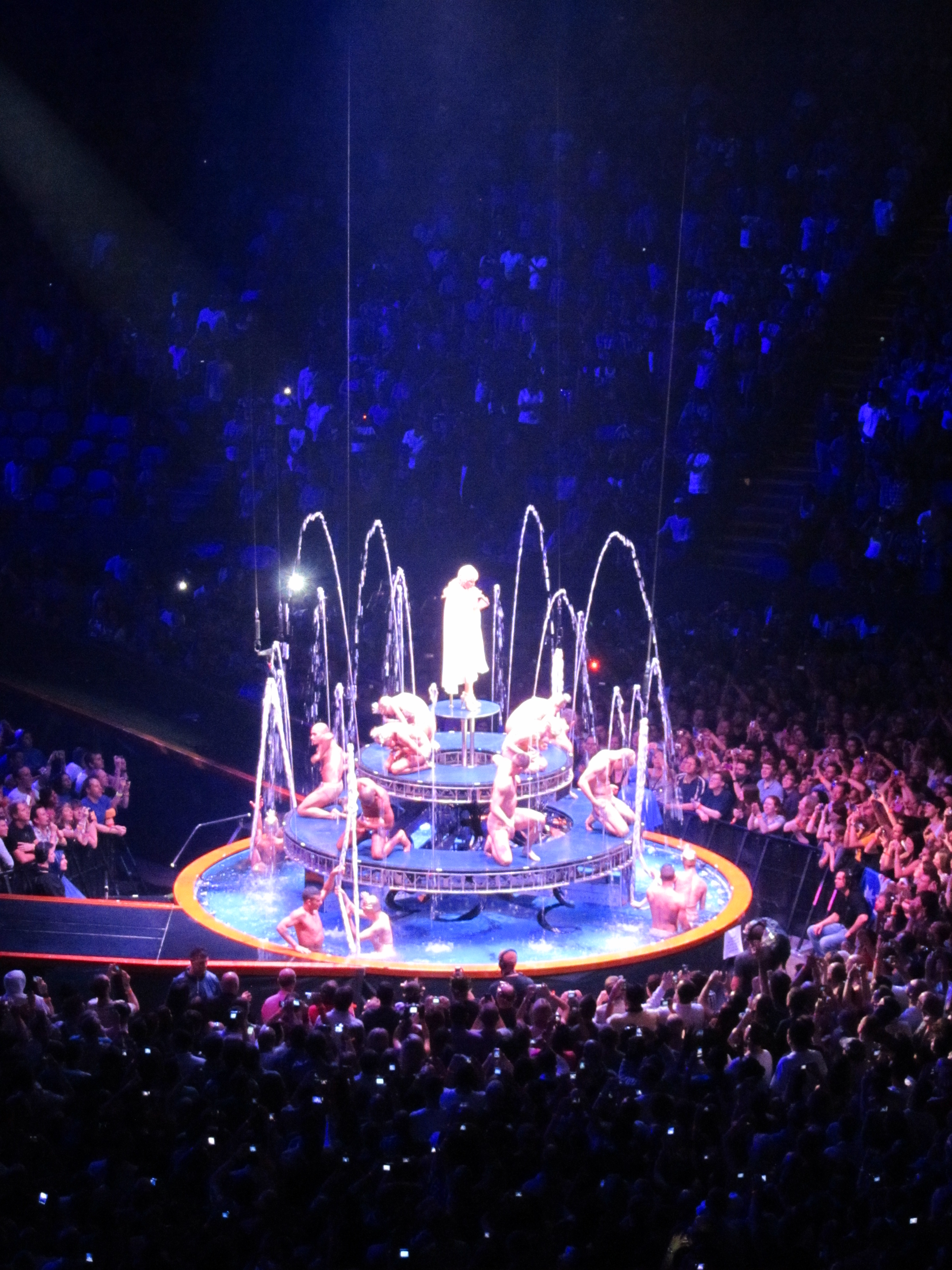
Kylie Minogue interpretando «All The Lovers», el sencillo más exitoso del álbum.

| Año  | Sencillo                               | Posición más alta en los gráficos | Posición más alta en los gráficos | Posición más alta en los gráficos | Posición más alta en los gráficos | Posición más alta en los gráficos | Posición más alta en los gráficos | Posición más alta en los gráficos | Posición más alta en los gráficos | Posición más alta en los gráficos | Posición más alta en los gráficos | Posición más alta en los gráficos | Posición más alta en los gráficos | Posición más alta en los gráficos | Posición más alta en los gráficos | Posición más alta en los gráficos | Certificaciones (Umbral de ventas)  | Lanzamiento y otros detalles                              |
| Año  | Sencillo                               | AUS                               | AT                                | BEL                               | CAN                               | FRA                               | GER                               | IRE                               | NLD                               | NZ                                | NOR                               | SWE                               | SWI                               | UK                                | US                                | US Dance                          | Certificaciones (Umbral de ventas)  | Lanzamiento y otros detalles                              |
| ---- | -------------------------------------- | --------------------------------- | --------------------------------- | --------------------------------- | --------------------------------- | --------------------------------- | --------------------------------- | --------------------------------- | --------------------------------- | --------------------------------- | --------------------------------- | --------------------------------- | --------------------------------- | --------------------------------- | --------------------------------- | --------------------------------- | ----------------------------------- | --------------------------------------------------------- |
| 2010 | «All the Lovers»                       | 13                                | 5                                 | 8                                 | 72                                | 3                                 | 10                                | 6                                 | 61                                | —                                 | —                                 | 33                                | 6                                 | 3                                 | 103                               | 1                                 | - AUS: Gold - UK: Silver - IT: Gold | Publicación: 28 de junio de 2010 Video: Joseph Kahn       |
| 2010 | «Get Outta My Way»                     | 69                                | 61                                | 10                                | —                                 | 29                                | 45                                | 35                                | 29                                | —                                 | —                                 | —                                 | 61                                | 12                                | —                                 | 1                                 |                                     | Publicación: 27 de septiembre de 2010 Video: AlexandLiane |
| 2010 | «Better than Today»                    | 55                                | —                                 | —                                 | —                                 | 63                                | —                                 | —                                 | —                                 | —                                 | —                                 | —                                 | —                                 | 32                                | —                                 | 1                                 |                                     | Publicación: 27 de septiembre de 2010 Video: AlexandLiane |
| 2010 | «Put Your Hands Up (If You Feel Love)» | 60                                | 38                                | 36                                | —                                 | —                                 | —                                 | —                                 | —                                 | —                                 | —                                 | —                                 | —                                 | —                                 | —                                 | 1                                 |                                     | El sencillo promocional no tuvo vídeo.                    |

## Recepción

### Éxito comercial

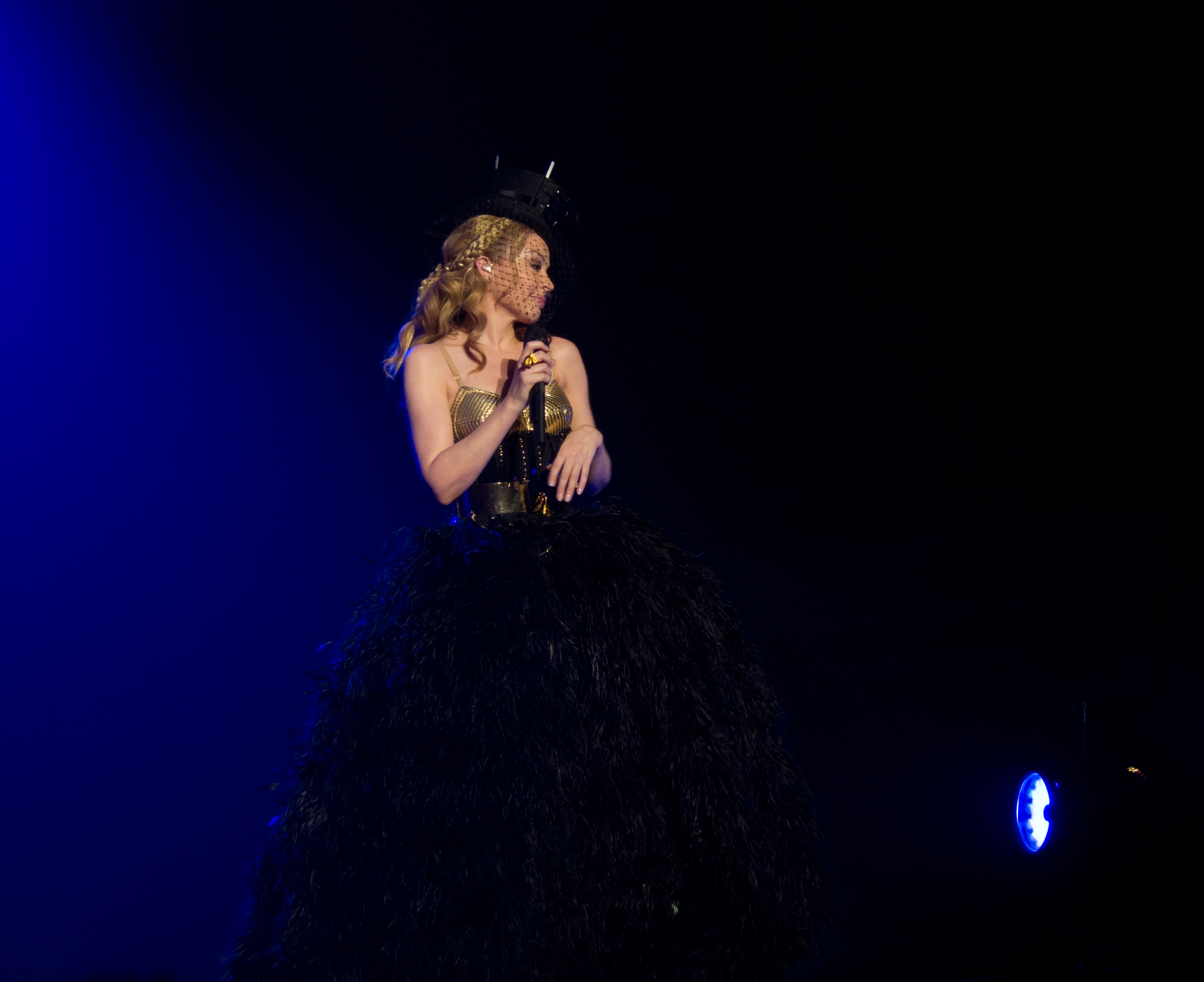
Kylie Minogue interpretando «Cupid Boy» en un concierto del Aphrodite World Tour en Chiba, Japón.

Las ventas iniciales del álbum fueron positivas, entre ellas el hecho de que finalmente entró en el mercado americano, de acuerdo a Billboard, el álbum fue la última llegada en la cima de los 20, llegando al número 19, con unas ventas de 18.000 copias. Según Billboard, triplicando en mucho a su décimo álbum X, que alcanzó el puesto N º 139 en el 2008 con 6.000 copias vendidas. Afrodita es, también, su segundo álbum de altos gráficos, solo Fever de 2002 fue más exitoso, ya que alcanzó el puesto número 3. El álbum tuvo un gigantesco éxito con las descargas digitales superando a artistas como Eminem en su primera semana. En el Reino Unido, el disco alcanzó la máxima posición número 1 con más de 79.152 copias vendidas en su primera semana, esto hace acrededora a Kylie con el récord de la única artista musical en lograr tener discos n.º 1 en 4 décadas diferentes, con un total de 5 discos entre las décadas 80's, 90's, 00's y 10. En su primera semana de lanzamiento a nivel internacional, el disco vendió 164.000 copias, alcanzando el número 2 en la World Music Chart, siendo éste el álbum debut de la semana con mayor número de ventas en todo el mundo. Hasta la fecha el álbum ha vendido más de 1 millón de copias en todo el mundo.
Afrodita debutó en el número 1 de European Top 100 de Billboard y ocupó el número 2 en Suiza, el número 3 en Alemania, Francia y Austria, número 4 en los Países Bajos y el número 5 en Irlanda. También sube de 3 a 2 en España y, 11 a 3 y 6 a 4 en las regiones belgas de Flandes y Valonia, respectivamente. Su décimo álbum X debutó en el número 5 en el gráfico de toda Europa a finales de 2007, cuatro años antes, Body Language se abrió en el número 9. Aphrodite es su mayor ingreso en la European Top 100 desde que Fever lo hiciera en noviembre de 2001, también como número 1.
En Australia, Aphrodite fue certificado platino por la Australian Recording Industry Association (ARIA) por la venta de más de 70,000 copias. El álbum también fue certificado de platino por British Phonographic Industry (BPI) el 23 de julio de 2010, por vender más de 300,000 copias.

### Respuesta crítica
| Crítica total        | Crítica total                |
| -------------------- | ---------------------------- |
| 69                   | Críticas generalmente buenas |
| Conteo de valoración |                              |
| Puntos               | Crítico                      |
| 91                   | Entertainment Weekly         |
| 80                   | Allmusic                     |
| 80                   | BBC Music                    |
| 80                   | Spin                         |
| 72                   | Billboard                    |
| 70                   | MusicOMH                     |
| 70                   | The New York Times           |
| 70                   | The Boston Globe             |
| 70                   | NME                          |
| 70                   | Clash Music                  |
| 70                   | PopMatters                   |
| 70                   | Urb                          |
| 65                   | Prefix Magazine              |
| 63                   | Los Angeles Times            |
| 60                   | The Guardian                 |
| 50                   | Slant Magazine               |
| 50                   | The Phoenix                  |
| 40                   | Uncut                        |

Aphrodite recibió críticas generalmente buenas. Metacritic reportó 69 puntos, dentro de la clasificación «reseñas generalmente favorables», entre ellas con 80 puntos en crítica por BBC Music por una reseña muy favorable, y 72 puntos por Billboard. Slant Magazine entregó una crítica mixta, reportado en Metacritic con 50 puntos.
- Tim Sendra de Allmusic le dio al álbum una reseña favorable, dando cuatro estrellas (de cinco). Dijo: «Claro, ella nunca erró en ser una diva de estrecha voz octava o una poderosa cantante house, pero su delicada voz nasal, esa voz de una 'girl-next-door' le queda a la perfección. Ella vuela a través de las canciones con la mezcla justa de la emoción y la moderación, agregando algo de insolencia cuando sea necesario o alguna melancolía tranquila cuando el humor surge. Esta capacidad de adaptar su actuación a la canción es una cualidad rara en el mundo pop de la temprana década de 2010. Puede llevar a la gente a subestimar el arte de Kylie, pero en realidad, Afrodita es la obra de alguien que sabe exactamente lo que son sus habilidades y quién contratar para ayudar a mostrar a la perfección. Ella y su equipo han creado un álbum que a la vez llena de canciones que podrían o deberían golpear la parte alta de las listas, y también una colección de canciones que cuelgan juntos como un álbum. Uno de sus mejores, de hecho.»[80]

- Kerri Mason de Billboard le dio al álbum una reseña favorable: «[...] El nuevo conjunto lanza un hechizo con toques sobrenaturales y simbólicos de Price, con voces entrecortadas y susurrantes de Minogue y las melodías enganchadoras de un equipo variado de compositores y productores centrados en el género dance-pop. [...] La habilidad de Price para crear un sonido de gran consistencia, sin sacrificar la individualidad de cada pista cubre el recorrido coherente, divertido y muy apropiado para una diosa.»[81]

- Ian Wade de BBC Music afirmó que «Para los seguidores de Afrodita consideraran a esta nueva Kylie, una mezcla de los álbumes Fever y Light Years: espumoso, dance-pop tarareable e intenso. El tipo de cosas que ella hace sin esfuerzo y con gracia. [...] Con la mayor parte de la producción entregada a Stuart Price [...] se trata de un retorno a la forma tan sorprendente que la vida de uno sólo puede ser disfrutada con varias reproducciones.[...] Afrodita es pura magia de Kylie. Todo lo que te hizo caer enamorado de ella nuevamente antes que esté presente y correcta. Si no te gusta esto (Aphrodite) es como si dijeras que no respiraras. ¡Salve!.»[82]

- Neil McCormick de Daily Telegraph dio una crítica positiva al álbum, colocándole 4 estrellas sobre 5, resaltando lo siguiente: «Es una explosión pop, con grandes introducciones (la influencia New Order en "Cupid Boy"), un enganchador hormigueo de teclado ("Closer" tiene un arpegio de sintetizador que suena como Muse en la discoteca), estribillos pegadizos (una vez que "All the Lovers" llega a su la cabeza, es imposible de desalojar) y codas intensos, a la que Kylie añade la sensualidad de su luz, la voz entrecortada, próxima a las voces de micrófono. Ella canta como si todavía se pudiese apretar más los sensuales pantaloncillos dorados (de "Spinning Around").»[83]

- Sal Cinquemani de Slant Magazine le dio al álbum una reseña mixta, con la concesión de dos estrellas y media (sobre cinco). Dijo que «Afrodita de Minogue, sin embargo, es el sonido de una artista dirigiéndose a lo seguro. Es más estilísticamente coherente que los discos 'antes mencionados', pero muchos menos en sorpresas.[...] Eso sin duda agradará a los fans desde hace mucho tiempo, pero también significa Afrodita no es nada más que otro disco de Kylie Minogue: no le agrega mucho a su catálogo de otro modo distinto o que empuje hacia adelante de una manera significativa, como Body Language e Impossible Princess (1997) lo hicieron. [...] Todo el álbum tiene la consistencia sonora de un algodón de azúcar: no exactamente le dará un dolor de cabeza, pero podría dejarle con un dolor de estómago.»[84]

- Caroline Sullivan de The Guardian entregó una crítica mixta al álbum, y colocando tres estrellas sobre cinco: «A pesar de la producción fuerte, Afrodita es sólo tan bueno como Kylie sí misma. Y debido a que su voz se limita a los chirridos, suspiros y exhalaciones vaya, ¡ay, es difícil mantener el interés a menos que estés en una pista de baile a las 4 a.m., que es probablemente el único lugar sensible para escucharlo.[...] Cuanto a las letras, también, el énfasis en su cliché decepciona.»[85]

- Barry Walters de Spin dio una reseña favorable, entregando cuatro estrellas sobre cinco: «Por último, incluso el conjunto realizado que nadie quería con un sucedáneo hip hop o rock melódico americanizado está en la última tarta de la australiana. Un club de cerebritos en la música pop Stuart Price y Calvin Harris traen un boom-boom europeo y ganchos post-Gaga en cada pista empapado en synthpop, que no sólo lo han co-escrito Scissor Sisters y Keane. En todas partes, la euforia de su gira por primera vez por los EE.UU., en el año pasado, aún perdura: [...] Minogue ofrece gozo como ningún otra mujer (hombre) o máquina.»[86]

- Mikael Wood de la revista Entertainment Weekly le dio al álbum un A- y dijo que «La diminuta diva australiana sigue entregando un impactante disco de Down Under. [...] Dando un disco de ritmos elegantes de electro-pop - honrando en parte a Stuart Price, colaborador de Madonna...»[87]

- Helen Clarke de MusicOMH entregó a Aphrodite tres estrellas y media (de cinco). Ella dijo: «Esto es lo que es, su álbum número 11 en su 23 años de carrera, para no golpear bastante el terreno. A la edad de 42 atravesó muchas cosas [...] pero saliendo a un lado más segura de sí misma y confiada, y como resultado, la debilidad de un destello . [...] Eso no quiere decir que es malo - ni mucho menos, hay cinco canciones sensacionales aquí (en Aphrodite). [...] El mundo de la niña pop cambió desde su última excursión, mientras que antes del 2007 fue llenando un vacío, ese espacio que ahora sido atestado de gente como Lady Gaga y Pixie Lott, pero con cinco sencillos sentados a la espera, Afrodita es el registro necesario para ella.»[88]

- Christel Loar de PopMatters le dio al álbum una calificación de 7/10. Ella dijo que el álbum «está lleno de los estribillos con volantes, impresionantes refranes dance-floor mientras Kylie se vuelve famosa. Más como Light Years o Fever que cualquier otra cosa que ha hecho en esta década, el álbum es pesado en latidos de club y enganchadores tarareos. Producido por Stuart Price, estas trataran de caer sobre ti haciéndote bailar, y no se moleste con mucho de cualquier otra cosa. No es necesario. [...] A veces la música pop con mucho brillo y alegría desenfadada se relega a los reinos de un implicado placer, pero Afrodita es una rara representación de una perfecta producción que es sólo placer, puro y simple. No culpemos necesariamente. Bien, hay un poco de dorado, brillante por el estilo, por supuesto. Kylie es la chica de oro, después de todo. Ella es feroz y poderosa sensación, ¿de acuerdo?»[89]

### Nominaciones
El arte gráfico del vinilo de Aphrodite fue nominado a los Best Art Vinyl 2010.

## Lista de canciones
Esta es la lista principal de todas las ediciones de Aphrodite hasta la fecha.

### Edición estándar
(CD, 5099964290324. Lanzamiento 05.07.2010)
La lista de canciones oficial, compositores y producción fueron revelados en la página oficial de Minogue y Popjustice el 14 de mayo de 2010.
| N.º   | Título | Duración |  |
| 43:51 |        |          |  |

| Pista adicional para Japón |               | |               |          |  |
| N.º                        | Título        | Escritor(es)                                                                                         | Productor(es) | Duración |  |
| 13.                        | «Heartstring» | Miranda Cooper, Brian Higgins, Matt Gray, Jason Resch, Kieran Jones, Gerard O'Connell, Jaxon Bellina | Xenomania     | 3:16     |  |

| Pista adicional para iTunes |                 |                                                                            |               |          |  |
| N.º                         | Título          | Escritor(es)                                                               | Productor(es) | Duración |  |
| 13.                         | «Mighty Rivers» | Cooper, Higgins, Carla Marie Williams, Resch, O'Connell, Bellina, Tim Deal | Xenomania     | 4:02     |  |

| Pista adicional para Amazon.com.. |                      |                                                 |                                                                         |          |  |
| N.º                               | Título               | Escritor(es)                                    | Productor(es)                                                           | Duración |  |
| 13.                               | «Go Hard or Go Home» | Secon, Sharpe, Thomas Sardorf, Davidsen, Hansen | Cutfather, Thomas Sardorf, Daniel Davidsen, Damon Sharpe*, Lucas Secon* | 3:42     |  |

| Descarga digital promocional para RU y EE. UU. (disponible gratuitamente en Yahoo!)** | | | |          |  |
| N.º                                                                                   | Título | Escritor(es) | Productor(es) | Duración |  |
| 1.                                                                                    | «Aphrodite Album Mini-Mix» (incluye extractos de «Get Outta My Way», «Cupid Boy», «Can't Beat the Feeling», «Too Much», «Put Your Hands Up (If You Feel Love)» y «Aphrodite») | Mich Hansen, Lucas Secon, Damon Sharpe, Peter Wallevik, Daniel Davidsen, Sebastian Ingrosso, Magnus Lidehall, Nick Clow, Luciana Caporaso, Hannah Robinson, Pascal Gabriel, Borge Fjordheim, Matt Prime, Richard Philips, Minogue, Calvin Harris, Jake Shears, Finlay Dow-Smith, Miriam Nervo, Olivia Nervo, Nerina Pallot, Andy Chatterley | Cutfather, Peter Wallevik, Daniel Davidsen, Starsmith, Sharpe*, Secon*, Price*^, Pallot, Chatterley, Harris, Ingrosso, Lidehall, Gabriel, Fjordheim | 5:50     |  |

(^) Producción adicional

(*) Coproductores

(**) Este megamix fue presentado en el club gay Splash el 5 de junio de 2010. Fue lanzado el 9 de junio de 2010 gratuitamente en Yahoo!.

### Edición CD estándar+DVD
(CD+DVD, 5099964290621. Lanzamiento 05.07.2010)
Esta edición es una paquete que incluye el CD estándar y un DVD de contenido especial. El DVD contiene la sección baladista Sunset Boulevard de la gira For You, For Me.
{{Lista de canciones
Aphrodite
Kylie Minogue
Rock
2010
TITLE		TIME
1
All the Lovers
	        3:20
2
Get Outta My Way
	        3:39
3
Put Your Hands Up (If You Feel Love)
	3:37
4
Closer
	3:09
5
Everything Is Beautiful
	3:25
6
Aphrodite
	3:45
7
Illusion
	3:21
8
Better Than Today
	3:25
9
Too Much
	3:16
10
Cupid Boy
	4:26
11
Looking for an Angel
	3:49
12
Can't Beat the Feeling
	4:10
| duración_total    = 43:51
Disco 2 (DVD)
Esta edición también está incluida en la descarga en iTunes bajo el nombre de Aphrodite (Deluxe Experience Edition).
- Detrás de cámaras de «All the Lovers» - 13:00
- Material en vivo nunca antes publicado de la gira, For You, For Me.

1. «White Diamond Theme» - 2:15
2. «White Diamond» - 3:05
3. «Confide in Me» - 4:50
4. «I Believe in You» - 2:58

- Detrás de cámara de la sesión de fotos de Aphrodite - 2:36
- Galería de imágenes
- Acceso a una entrevista con Kylie sobre Aphrodite

### Edición12"
(LP, 5099964290515. Lanzamiento 05.07.2010)
La edición en doce pulgadas incluye las mismas canciones que contiene el CD estándar, ordenadas en seis en la cara A y seis en la cara B.
| Lista de canciones |        |                |          |  |
| N.º                | Título | Cara de vinilo | Duración |  |
| 43:51              |        |                |          |  |

* A: Cara A; B: Cara B

### Edición japonesa
Edición CD estándar. + Bonus track
(CD, 4988006880580. Lanzamiento 30.06.2010)
Incluye pista adicional «Heartstring», exclusiva para Japón.
Edición experience + Bonus track
(CD+DVD, 4988006880597. Lanzamiento 30.06.2010)
Incluye CD estándar, DVD y una pista adicional «Heartstring».

### Lado B
{{Lista de canciones
| ocultar         = 
| título       = 
| duración_total    = 
| todas_escritas  = 
| todas_letras    = 
| all_music       = 
| writing_credits = yes
| lyrics_credits  = 
| music_credits   =
| extra_column    = Incluido 
| title1          = Go Hard or Go Home
| note1           = 
| writer1         = Lucas Secon, Damon Sharpe, Thomas Sardorf, Daniel Davidsen, Mich Hansen
| extra1          = En el sencillo «All the Lovers».
| lyrics1         = 
| music1          = 
| length1         = 3:42
| title2          = Los Amores
| note2           = 
| writer2         = 
| extra2          = En el formato 7 pulgadas del sencillo «All the Lovers».
| lyrics2         = 
| music2          = 
| length2         = 3:22

## Personal y créditos
La información sobre el personal de Aphrodite fue publicado en Allmusic:
| - Beatriz Artola – Ingeniera - William Baker – fotografía - Luciana Caporaso – compositora - Andy Chatterley – sintetizador, piano, compositoria, teclado, productor, programador, secuenciador - Nick Clow – compositor - Cutfather – productor - Daniel Davidsen – guitarra, compositor, teclado, programador, productor - Fin Dow-Smith – compositor - Jim Eliot – efecto de bajo, piano, compositor, teclado, productor, programador de tambor - Dave Emery – asistente - Børge Fjordheim – compositor, Instrumentación, productor adicional - Fraser T. Smith – guitarra, compositor, productor, mezcla - Pascal Gabriel – compositor, instrumentación, producción adicional - Brian Gottshall – Assistant - Mich Hansen – percusión, compositor - Calvin Harris – arreglista, compositor, productor, mezcla, instrumentación («Too Much») - Beatrice Hatherley – compositora, voces adicionales («Closer») - Maime Hladiy – bajo - Pete Hofmann – ingeniero, Pro Tools - Sebastian Ingrosso – compositor, productor, mezcla - Nathan Khors – asistente - Magnus Lideball – compositor, productor, mezcla | - Kylie Minogue – compositora, voz principal, voces adicionales - Miriam Nervo – compositora, voces adicionales, productora vocal («Put Your Hands Up (If You Feel Love)») - Olivia Nervo – compositora, voces adicionales, productora vocal («Put Your Hands Up (If You Feel Love)») - Mads Nilsson – mezcla - Tim Rice-Oxley – piano, compositor, teclado - Nerina Pallot – sintetizador, guitarra acústica, piano, compositora, guitarra eléctrica, teclado, voz adicional, productor, ingeniero - Geoff Pesche – masterización - Matt Price – compositor - Stuart Price – compositor, teclado, productor, ingeniero, productor ejecutivo, mezcla, productor vocal, producción adicional - Hannah Robinson – compositor, voz adicional - Lucas Secon – compositor, teclado, productor - Alexandra Segal – voz adicional - Damon Sharpe – compositor, productor, ingeniero - Jake Shears – compositor - Starsmith – productor, mezcla - Mima Stilwell – compositor, voces adicionales - Jason Tarver – Ingeniero asistente - Ben Vella – guitarra eléctrica - Peter Wallevik – compositor, teclado, programación, productor - Richard X – compositor, teclado, Minimoog |

## Posición en listas y Certificaciones
| Gráfico (2010) (Listas musicales de álbumes) | Máxima posición |
| -------------------------------------------- | --------------- |
| Alemania                                     | 3               |
| Australia                                    | 2               |
| Austria                                      | 3               |
| Bélgica (Flandes)                            | 4               |
| Bélgica (Valonia)                            | 3               |
| Canadá                                       | 8               |
| República Checa                              | 5               |
| Dinamarca                                    | 21              |
| Escocia                                      | 1               |
| España                                       | 2               |
| Europa Billboard European Top 100 Albums     | 1               |
| EE. UU. Billboard 200                        | 19              |
| EE. UU. Billboard Dance/Electronic Albums    | 2               |
| Finlandia                                    | 22              |
| Francia                                      | 3               |
| Grecia                                       | 1               |
| Hungría                                      | 18              |
| Irlanda                                      | 5               |
| Italia                                       | 9               |
| Japón                                        | 28              |
| México                                       | 22              |
| México (gráfico internacional)               | 10              |
| Nueva Zelanda                                | 11              |
| Países Bajos                                 | 4               |
| Polonia                                      | 6               |
| Reino Unido                                  | 1               |
| Suecia                                       | 9               |
| Suiza                                        | 2               |

| País        | Proveedor | Certificación |
| ----------- | --------- | ------------- |
| Australia   | ARIA      | Platino       |
| Bélgica     | BEA       | Oro           |
| Reino Unido | BPI       | Platino       |

| Año  | Gráfico                              | Posición máxima |
| ---- | ------------------------------------ | --------------- |
| 2010 | Australian Albums Chart              | 55              |
| 2010 | Swiss Albums Chart                   | 77              |
| 2010 | US Billboard Top Dance Club Artists  | 5               |
| 2010 | US Billboard Dance/Electronic Albums | 20              |

| Gráfico                               | Posición máxima | Premio entregado a |
| ------------------------------------- | --------------- | ------------------ |
| Billboard Top Dance Club Artists      | 5               | Kylie Minogue      |
| Billboard Top Dance/Electronic Albums | 20              | Aphrodite          |
| Billboard Top Hot Dance Club Songs    | 3               | "All The Lovers"   |
| Billboard Top Hot Dance Club Songs    | 28              | "Get Outta My Way" |

### Gráfico de procesión y sucesión
| Predecesor: Recovery de Eminem | Nro 1 en Gráfico de Álbumes en Escocia 10 de julio de 2010        | Sucesor: Recovery de Eminem |
| Predecesor: Recovery de Eminem | Nro 1 en Gráfico de Álbumes en Reino Unido 11 de julio de 2010    | Sucesor: Recovery de Eminem |
| Predecesor: Recovery de Eminem | Nro 1 en European Top 100 Albums de Billboard 24 de julio de 2010 | Sucesor: Recovery de Eminem |

## Historial de lanzamientos
| Región         | Fecha               | Discográfica    | Formato                                        |
| -------------- | ------------------- | --------------- | ---------------------------------------------- |
| Japón          | 30 de junio de 2010 | EMI             | CD, CD + DVD (Edición deluxe) Descarga digital |
| Australia      | 2 de julio de 2010  | Warner Music    | CD, CD + DVD (Edición deluxe) Descarga digital |
| Alemania       | 2 de julio de 2010  | EMI             | CD, CD + DVD (Edición deluxe) Descarga digital |
| Países Bajos   | 2 de julio de 2010  | EMI             | CD, CD + DVD (Edición deluxe) Descarga digital |
| Suiza          | 2 de julio de 2010  | EMI             | CD, CD + DVD (Edición deluxe) Descarga digital |
| Austria        | 2 de julio de 2010  | EMI             | CD, CD + DVD (Edición deluxe) Descarga digital |
| España         | 2 de julio de 2010  | EMI             | CD, CD + DVD (Edición deluxe) Descarga digital |
| Reino Unido    | 5 de julio de 2010  | Parlophone      | CD, CD + DVD (Edición deluxe) Descarga digital |
| México         | 5 de julio de 2010  | EMI             | CD, CD + DVD (Edición deluxe) Descarga digital |
| Brasil         | 5 de julio de 2010  | EMI             | CD, CD + DVD (Edición deluxe) Descarga digital |
| Francia        | 5 de julio de 2010  | EMI             | CD, CD + DVD (Edición deluxe) Descarga digital |
| Dinamarca      | 5 de julio de 2010  | EMI             | CD, CD + DVD (Edición deluxe) Descarga digital |
| Estados Unidos | 6 de julio de 2010. | Capitol Records | CD, CD + DVD (Edición deluxe) Descarga digital |
| Canadá         | 6 de julio de 2010. | EMI             | CD, CD + DVD (Edición deluxe) Descarga digital |
| Argentina      | 27 de julio de 2010 | EMI             | CD, CD + DVD (Edición deluxe) Descarga digital |
| Israel         | 7 de julio de 2010  | Helicon Records | CD , CD + DVD (Deluxe Edition)                 |

## Reedición del álbum
Será una nueva edición de Aphrodite que incluirá nuevas canciones. Su fecha de lanzamiento está programado para el 28 de marzo de 2011.